# Zimne
Zimne [pronunciación en polaco: /ˈʑimnɛ/] es un pueblo situado en el municipio (gmina) de Świnice Warckie, en el distrito de Łęczyca, voivodato de Lodz, Polonia. Según el censo de 2021, tiene una población de 47 habitantes.